# Le Guet-apens (film, 1913)
Pour les articles homonymes, voir Guet-apens.
Le Guet-apens est un film muet français réalisé par Louis Feuillade, sorti en 1913.

## Fiche technique
- Réalisation et scénario : Louis Feuillade
- Société de production : Société des Établissements L. Gaumont
- Format : Muet - Noir et blanc - 1,33:1 - 35 mm
- Métrage : 950 m
- Durée : inconnue
- Date de sortie : 
  -  France : février 1913

## Distribution
- René Navarre : le détective Dervieux
- Renée Carl : la comtesse de Croize
- Yvette Andréyor : Madeleine de Croize
- Paul Manson : le banquier Ratza
- Maurice Mariaud : Raybard
- Maurice Vinot : Lieutenant d'Arcize
- Miss Édith : Dolorès